# Pachyiulus marmoratus
Pachyiulus marmoratus är en mångfotingart som beskrevs av Karl Wilhelm Verhoeff 1901. Pachyiulus marmoratus ingår i släktet Pachyiulus och familjen kejsardubbelfotingar. Inga underarter finns listade i Catalogue of Life.